# Caril Ann Fugate
Caril Ann Fugate, född 30 juli 1943 i Lincoln i Nebraska, var seriemördaren Charles Starkweathers flickvän och påstådda medbrottsling. Meningarna är dock delade. 
Fugate bodde i Lincoln och blev 1957 Starkweathers flickvän. Han var fem år äldre än Fugate, hade lämnat skolan i förväg och jobbade nu som sophämtare. Den 21 januari 1958 kom Fugate hem från skolan och upptäckte att Starkweather hade skjutit hennes föräldrar. Detta är emellertid inte helt klarlagt då Starkweather hela tiden hävdade att Fugate befann sig i huset vid tidpunkten för morden. Medan Fugate gjorde lunch ströp Starkweather hennes tvååriga lillasyster. Enligt Fugate så visste hon inte om att hennes familj mördats då Starkweather sade till henne att de hölls som gisslan i ett annat hus, och han skulle mörda dom om inte Caril gjorde som hon blivit tillsagd. Återigen så finns det egentligen bara två personer som vet. En avrättades och den andra står fast vid sin historia. 
Paret stannade inomhus i sju dagar och fick besökare att vända om genom att sätta upp en lapp på dörren, om att huset var sjukdomsdrabbat.
Fugates mormor blev emellertid misstänksam och ringde till polisen. Starkweather och Fugate flydde och gav sig ut på en resa genom Nebraska och Wyoming innan de arresterades. Fugates fall blev då hon erkände att hon pekat med ett hagelgevär av kaliber .410 på ett par tonåringar i en bil och rånat dem på fyra dollar. Senare den kvällen sköts paret till döds. Flickan hittades delvis naken och knivhuggen i magen flera gånger efter att hon blivit skjuten. Starkweather och Fugate anklagade varandra för mordet på flickan, medan Starkweather erkände att han mördat pojken.
Starkweather avrättades i elektriska stolen 1959. Han hävdade att även om han själv hade mördat flertalet av offren så hade Fugate dödat några av dem. Fugates roll är fortfarande oklar eftersom Starkweather avrättats efter att ha anklagat henne och att hon själv vägrar tala om händelserna.
Fugate åtalades och juryn trodde inte på att Starkweather kidnappat henne, eftersom hon hade haft ett antal tillfällen då hon kunnat fly. Hon dömdes till livstids fängelse som hon började avtjäna på Nebraska Correctional Center For Women i York, Nebraska. Hon var en mönsterfånge och frigavs i förtid 1976. Fugate bor nu i Lansing, Michigan, gifte sig med  Fredrick Clair, som dog i en bilolycka 2013 där också Carl Ann Fugate blev allvarligt skadad.
Fugates namn har åter dykt upp i samband med historien om Kara Borden, den 14-åriga flickvännen till David G. Ludwig. Nutida diskussioner kring Starkweather-Fugatefallet drar paralleller till Ludwig-Bordenfallet och Fugates skuld har ifrågasatts. 

## Populärkultur
Starkweather-Fugatefallet ligger till grund för Terrence Malicks film Badlands (1973) med Martin Sheen och Sissy Spacek i huvudrollerna. I filmen Murder in the Heartland från 1993 gestaltas Fugate av Fairuza Balk. och Charles Starkweather av Tim Roth.